# Tobita Yudai
Tobita Yudai (sinh ngày 15 tháng 8 năm 1996) là một cầu thủ bóng đá người Nhật Bản.

## Sự nghiệp câu lạc bộ
Tobita Yudai hiện đang chơi cho YSCC Yokohama.